# غييرمو غونزاليس كامارينا
غييرمو غونزاليس كامارينا (فبراير 17, 1917 – أبريل 18, 1965), كان من أهم المهندسين المكسيكيين, وتمكن كم اختراع نوع من أنواع عجلات الألوان المستخدمة في التلفاز الملون<، وهو أيضاً أول من أدخل التلفاز الملون للمكسيك.
ولد غييرمو غونزاليس كامارينا في غوادالاخارا عام 1917, وغنتقل مع عائلتة إلى مدينة مكسيكو عنجما كان عمرة سنتين.
تمكن كطفل في صنع ألعاب كهربائية خاصة, وفي سن ال12 صنع أول راديو مزدوج له.